# エドウィン・ジョン・バトラー
エドウィン・ジョン・バトラー（Sir Edwin John Butler FRS、1874年8月13日 - 1943年4月4日）はアイルランドの菌類学者、植物病理学者である。インドで働き、イギリスの帝国菌類局（Imperial Bureau of Mycology）の最初の局長になった。

## 略歴
アイルランド、クレア県のキルキーに治安判事（resident magistrate）の息子に生まれた。イングランドのリンカンシャーの学校に入学するが、病気のためにアイルランドに戻り、家庭教師の元で教育を受けた。父の転勤でケリー県のCahersiveenに移り、地区の図書館員から自然科学の興味を与えられることになった。1890年までに健康を回復し学校に進み、ユニバーシティ・カレッジ・コーク（当時の名称はQueen's College, Cork）で1898年に学位を得た。インドでの活動の後、1920年にユニバーシティ・カレッジ・コークからM.Sc. を取得した。
ユニバーシティ・カレッジ・コークの博物学教授、マーカス・ハートッグのもとで植物学を学び、パリや、アンティーブ、フライブルク、キュー・ガーデンで研究した。パリではパリ植物園のヴァン・ティガンで研究した。1900年に、キューガーデンの推薦で、コルカタのインド政庁の最初の隠花植物学者に任じられた。
1902年にインド、ウッタラーカンド州のDehra Dunの帝国農務省（Imperial Agricultural Department）に移り、ビャクダンのファイトプラズマ病を研究した。1905年に帝国農業研究所に移り、コムギのサビ病、フハイカビなどを研究し、1917年に著書「菌類と植物の疾病」（"Fungi and diseases in plants"）を執筆し、熱帯植物の病害に関するスタンダードワークとなった。1910年から1911年の間はプーサの農学校でも働いた。1921年にインド政庁から叙勲された。
1920年にイギリスに戻り、大英帝国の植物疾病の研究と情報管理するためにサリー州のキューに設置された帝国菌類局（Imperial Bureau of Mycology）の所長となり、バナナやココア、チャノキの病害を研究し1935年までその職にあった。1930年にガイ・リチャード・ビズビーと共著で"Fungi of India"を出版した。
1926年に王立協会のフェローに選ばれ、1927年のイギリス菌学会の会長に選ばれた。1828年から1829年の間、応用生物学者協会（Association of Applied Biologists）の会長を務めた。1932年に聖マイケル・聖ジョージ勲章を受勲し、1939年にナイトになった。1968年に創設されたアイルランド植物病理学会(Society of Irish Plant Pathologists)はアイルランドの植物病理学分野に貢献した人物に授与されるバトラー賞（ Butler Award ）を1982年から授与している。

## 著作
- 1903. Report on 'Spike' disease among sandalwood trees.
- 1906. (With J. M. Hayman and W. H. Moreland) Indian wheat rusts. Mem. Dep. Agric. India, Bot. Ser. (2) 1, 58 pp. 1 graph, 5 pls. (4 col.).
- 1908. Report on coconut palm disease in Travancore. Bull. Agric. Res. Inst. Pusa, no. 9, 23 pp.
- 1909. Fomes lucidus (Leys) Fr. a suspected parasite. Indian Forester, 35, 514-518, 1 col. pl.
- 1918. Fungi and disease in plants. Thacker, Spink & Co. Calcutta. vi+547 pp. 206 figs.
- 1924. Bud-rot of coconut and other palms. Rep. Imp. Bot. Conf. Lond. July 1924, 145-147.
- 1925. Meteorological conditions and plant diseases. Int. Ree. Sci. Pract. Agric. n.s. (2) 3, 369-384.
- 1926. The wilt diseases of cotton and sesamum in India. Agric. J. India, (4)21,268-273, 1pl.
- 1931. (With G. R. Bisby) The fungi of India. Scientific Monograph Imperial Council of Agric. Research no. 1, xviii+237 pp. 1 map.